# 木里小檗
木里小檗（学名：Berberis muliensis）是小檗科小檗属的植物，为中国的特有植物。分布在中国大陆的云南、四川、西藏等地，生长于海拔2,800米至4,300米的地区，常生长在冷杉林下或山坡灌丛中，目前尚未由人工引种栽培。